# Arco do Triunfo (Barcelona)
O Arco do Triunfo (em catalão: Arc de Triomf; em castelhano: Arco de Triunfo) é um monumento situado na confluência entre os passeios de Lluís Companys (anteriormente Salão de São João), São João e a ronda de São Pedro, na cidade de Barcelona, em Espanha. Foi projetado pelo arquiteto Josep Vilaseca i Casanovas como a entrada principal para a Exposição Universal de 1888. A decoração escultórica foi feita por Josep Reynés, Josep Llimona, Antoni Vilanova, Torquat Tasso, Manuel Fuxà e Pere Carbonell. Esta obra encontra-se registada como Bem Cultural de Interesse Local (BCIL) no Inventário do Património Cultural catalão com o código 08019/1053.
Ao contrário dos outros arcos triunfais com propósitos militares, o Arco do Triunfo de Barcelona tem uma componente civil maior, que é caracterizada pelo progresso artístico, científico e económico. O Arco do Triunfo também tem sido utilizado como linha de meta para algumas das corridas mais importantes de Barcelona, como a corrida Jean Bouin e a Maratona de Barcelona. Além disso, foi utilizado como recinto para a realização de festivais e eventos musicais como a Primavera Sound. O monumento foi restaurado em 1989.

## História e descrição

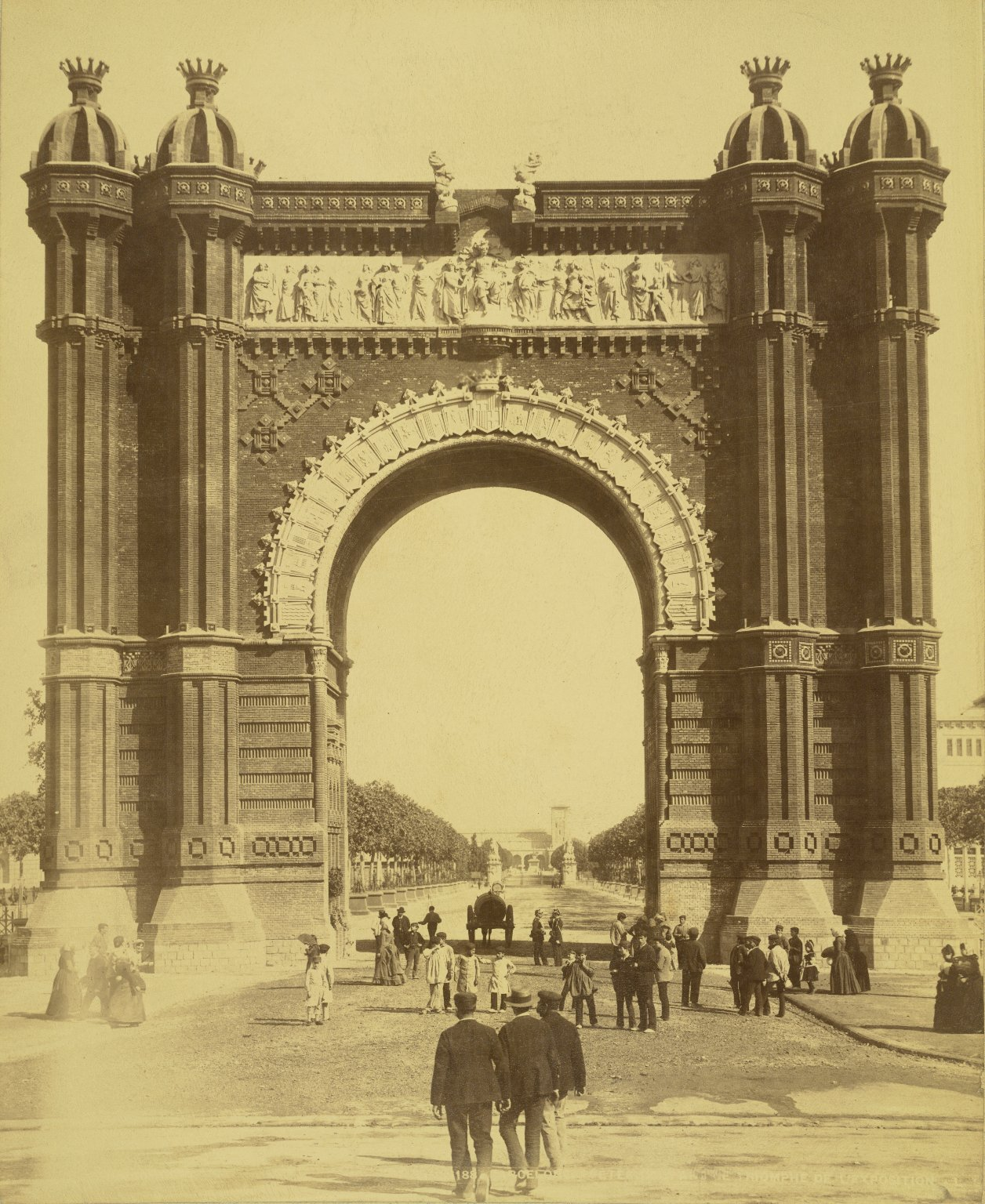
Foto histórica do Arco do Triunfo

A Exposição Universal de Barcelona foi realizada entre 8 de abril e 9 de dezembro de 1888 no Parque da Cidadela, que anteriormente pertenceu ao exército, tendo sido adquirido pela cidade em 1851. O incentivo dos atos de exposições conduziu à melhora das infraestruturas de toda a cidade, que deu um grande salto na modernização e desenvolvimento.
A entrada para a Exposição era efetuada através do Arco do Triunfo, um monumento projetado por Josep Vilaseca e criado para a ocasião que ainda permanece situado no seu local de origem, onde dava acesso ao Salão de São João (atualmente passeio de Lluís Companys), uma longa avenida de cinquenta metros de largura, onde se destacam as balaustradas de ferro forjado, os mosaicos do pavimento e alguns postes de iluminação grandes, todos estes foram projetados por Pere Falqués. Ao longo deste passeio foram colocadas oito estátuas de bronze grandes que representam as personalidades notáveis da história da Catalunha, obra de diversos escultores, incluindo os autores da decoração escultórica do Arco. Este passeio finalizava no acesso ao recinto da Exposição, onde atualmente localiza-se o Parque da Cidadela, nesta interseção foi inaugurado em 1901 o Monumento a Rius i Taulet, o presidente da Câmara Municipal de Barcelona e promotor da Exposição, que atualmente serve de contraponto ao Arco do Triunfo sobre o passeio. O monumento foi inaugurado a 20 de maio de 1888.
De inspiração neomudéjar, o Arco possui trinta metros de altura e é decorado com uma rica ornamentação escultórica, obra de diversos autores: Josep Reynés esculpiu no friso superior: Adesão das Nações ao Concurso Universal; Josep Llimona esculpiu na parte traseira da parte superior: A Recompensa; no lado direito Antoni Vilanova elaborou as alegorias da Indústria, Agricultura e do Comércio; no lado esquerdo, Torquat Tasso elaborou as alegorias das Ciências e Artes; e por último, Manuel Fuxà e Pere Carbonell criaram doze esculturas femininas, as Famas, e Magí Fita foi responsável pelas majólicas que decoram o Arco.

## Elementos escultóricos
| Nome                                                                        | Autor                        | Material                             | Dimensões                                                 | Descrição | Foto |
| --------------------------------------------------------------------------- | ---------------------------- | ------------------------------------ | --------------------------------------------------------- | --- | ---- |
| Adesão das Nações ao Concurso Universal. Barcelona a receber as nações      | Josep Reynés                 | Pedra artificial de cimento Portland | 3,47 x 15,86 m                                            | Trata-se do friso principal do Arco, onde a cidade de Barcelona recebe as nações que participam da Exposição. A figura central é uma personificação de Barcelona, designada pelo brasão de armas da cidade condal que está gravado no peito. É ladeada por Cibele, a deusa da Mãe Terra, coroada com uma torre; e Palas Atena, a deusa da guerra, civilização, sabedoria, das artes e da justiça, moldada com um escudo com as letras P e F, em referência ao Progresso e à Felicidade. Acima deste relevo está o brasão de armas da monarquia espanhola, ladeado por dois leões com as Colunas de Hércules, e coberto pela coroa real e o Tosão de Ouro. |      |
| A Recompensa. A distribuição das recompensas aos participantes da exposição | Josep Llimona                | Pedra artificial de cimento Portland | 15,86 x 3 m                                               | Localizado na parte traseira do anterior, este friso mostra a distribuição das recompensas e prémios aos participantes da Exposição. Novamente é protagonizado por uma alegoria de Barcelona, com o brasão de armas no peito como o anterior, rodeada por diversas personagens mitológicas e alegóricas. Assim como no anterior, é coberto por um brasão real com dois leões que estão a apoiar as Colunas de Hércules e o lema Plus Ultra. |      |
| Apoteose da Agricultura, Indústria e Comércio                               | Antoni Vilanova              | Pedra artificial de cimento Portland | 6,30 x 1,90 m                                             | Como o título indica, este relevo mostra as alegorias da Agricultura, Indústria e Comércio, no lado direito do Arco. Junto ao friso oposto, dedicado às Ciências e Artes, compõem o progresso material e espiritual, os motores que inspiraram as Exposições Universais. Das figuras representadas é possível reconhecer Palas Atena a segurar um ramo de oliveira, o símbolo da Paz; e Ceres, que leva alguns bagos de uva como símbolo dos frutos da Terra. A Agricultura está representada pelas figuras que carregam as bandejas com os alimentos. O Comércio está personificado pelo deus Mercúrio, e a Indústria por uma roda dentada.              |      |
| Apoteose das Ciências e Artes                                               | Torquat Tasso                | Pedra artificial de cimento Portland | 6,30 x 1,90 m                                             | No lado esquerdo do Arco estão as alegorias das Ciências e Artes. A figura central representa Apolo, o deus o sol, da beleza, música e poesia. Com a mão direita, ele segura uma chama, o símbolo do progresso que conduz a Ciência, enquanto com a mão esquerda aponta para as Artes, representadas por uma mulher com una paleta para a Pintura, uma figura com uma goiva para a Escultura e outra com um templo no baixo-relevo para a Arquitetura. Também aparecem as musas Euterpe e Terpsícore, que representam a música e a dança, enquanto que a Ciência é simbolizada por uma mulher com uma chama na mão e um idoso deitado sobre um canhão.    |      |
| Famas                                                                       | Manuel Fuxà e Pere Carbonell | Pedra artificial de cimento Portland | 2,88 x 2 x 0,70 m (tipo 1), 2,74 x 2,10 x 0,80 m (tipo 2) | Nas torres angulares do Arco, há doze figuras aladas como as alegorias da Fama, que são representadas em duas posições diferentes: algumas tocam trompetes, enquanto que outras seguram ramos de louro. Elas simbolizam a glória da cidade condal no contexto da universalidade das nações, um tipo de representação comum nos grandes monumentos comemorativos. |      |